# Sergej Azarov

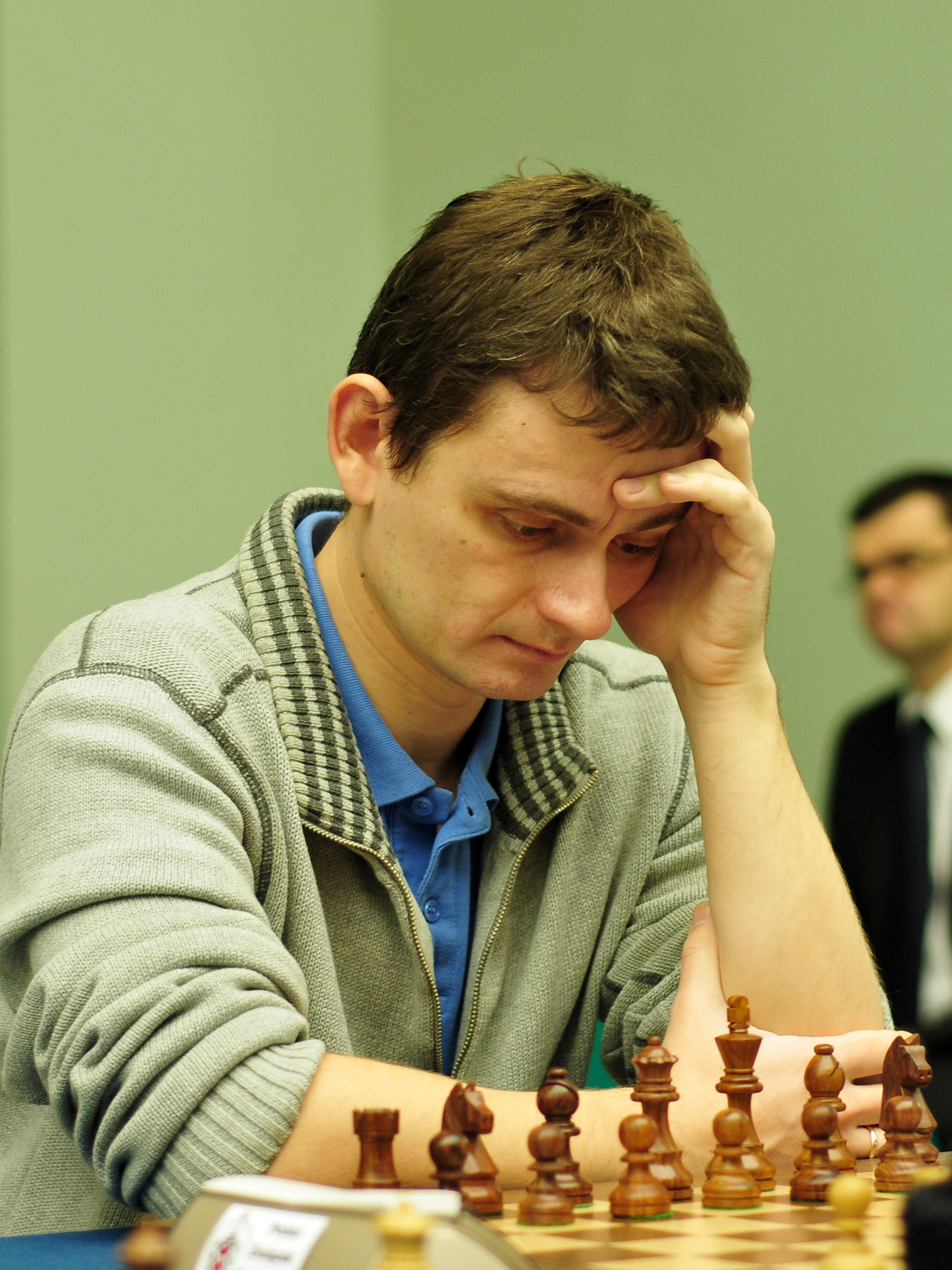
Sergej Azarov (2013)

Sergej Nikolajevitsj Azarov (Wit-Russisch: Сергей Мікалаевіч Азаров) (Minsk, 19 mei 1983) is een Wit-Russische schaker en tweevoudig kampioen van Wit-Rusland. Sinds 2003 is hij schaakgrootmeester (GM).

## Schaakcarrière
In 2001 en 2002 won hij het kampioenschap van Wit-Rusland, beide keren gespeeld in zijn geboorteplaats Minsk. In 2002 werd hij gedeeld eerste in het Challengers-toernooi bij het Hastings International Chess Congress.
In 2003 werd hij tweede bij het Wereldkampioenschap schaken junioren in Nachitsjevan, achter Shakhriyar Mamedyarov. In juli 2005 speelde hij mee in het Czech open en eindigde daar met 7 pt. uit 9 op een gedeelde tweede plaats; het toernooi werd gewonnen door Andrej Kovaljov. In 2006 won hij het vijfde Schaakfestival van Istanboel. In 2009 won hij het Béthune Open. Bij de Chess World Cup 2011 won hij in de eerste ronde van Artjom Timofejev, maar verloor in de tweede ronde van Vugar Gashimov.
In 2012 werd Azarov gedeeld tweede bij het Europees kampioenschap schaken met 8 pt. uit 11 en tiende na tiebreak. Hiermee plaatste hij zich voor de World Cup in 2013. Ook in 2012, won Azarov het derde jaarlijkse Continental Class Championship in Arlington County, Virginia, met 7 pt. uit 9, na te winnen van Sergey Erenburg in de tiebreak. In 2013 speelde hij in de World Cup, waarbij hij in de eerste ronde werd uitgeschakeld, na tiebreak, door Aleksej Drejev.
In maart 2014 werd Azarov gedeeld eerste met Axel Bachmann in het Cappelle-la-Grande Open, gehouden in het Franse Kapelle, tweede na tiebreak. In oktober 2014 werd hij gedeeld 1e–5e met Timur Gareev, Dávid Bérczes, Daniel Naroditsky en Sam Shankland bij de Millionaire Chess Open in Las Vegas.

## Activiteiten in teams
Met het nationale Wit-Russische team speelde hij in 2001 en 2003 in het Europees Schaakkampioenschap voor landenteams en in vijf Schaakolympiades tussen 2000 en 2008. Met Vesnianka Minsk speelde hij 2001 en in 2003–2007 in de European Club Cup. Sinds 2009 speelde hij voor de Oekraïense club A DAN DZO & PGMB Luhansk. In Roemenië speelt hij voor Sah Club Hidrocon Bacău, in Tsjechië voor BŠŠ Frýdek-Místek, en in Slowakije voor ŠK Caissa Čadca.